# Alexij (Sobolev)
Alexij (světským jménem: Alexandr Petrovič Sobolev; 4. září 1836 Matjuševo – 15. února1911 Arzamas) byl duchovní Ruské pravoslavné církve a biskup vologdský a totěmský.

## Život
Narodil se 4. září 1836 ve vesnici Matjuševo Nižněnovgorodské gubernie v rodině kněze.
Navštěvoval Nižněnovgorodský duchovní seminář, který dokončil roku 1858 a stal se jeho profesorem. Dne 2. února 1861 přijal kněžské svěcení a začal sloužit v Pokrovském chrámu v Nižném Novgorodu. Roku 1891 byl povýšen na protojereje. Dne 1. února následujícího roku byl postřižen na monacha a zároveň povýšen do hodnosti archimandrity. Byl jmenován představeným monastýru Proměnění Páně v Arzamasu.
Dne 6. června 1893 byl rukopoložen na biskupa sarapulského a vikáře vjatské eparchie. Dne 12. prosince 1895 jej Svatý synod převedl do funkce biskupa vologdského a totěmského. Jako biskup vedl také vologdské oddělení Imperiální pravoslavné palestinské společnosti.
Dne 21. dubna 1906 byl penzionován s právem vést monastýr Proměnění Páně v Arzamasu. Zemřel 15. února 1911 a pohřben byl v monastýru.